# 롤라 (1961년 영화)
롤라(Lola)는 프랑스에서 제작된 자크 드미 감독의 1961년 멜로/로맨스, 뮤지컬 영화이다. 아누크 에메 등이 주연으로 출연하였고 카를로 폰티 등이 제작에 참여하였다.

## 출연

### 주연
- 아누크 에메
- 마크 미셸

### 조연
- 자크 하든
- 앨런 스콧
- 엘리나 라부르데트
- 마르고 라이온
- 코린 마르샹
- 도로시 브랭크
- 카를로 넬

## 제작진
- 미술: 버나드 에베인
- 미술: 버나드 에베인
- 의상: 버나드 에베인